# Evangelische Pfarrkirche Mehlsack
Die Evangelische Pfarrkirche in Mehlsack , seit 1945 polnisch Pieniężno in Polen, war ein 1850 bis 1851 erbauter rechteckiger Ziegelbau im gotischen Stil. Von der Kirche steht heute nur noch die Ruine des Turms.

## Geographische Lage
Die heutige Stadt Pieniężno liegt im Nordwesten der polnischen Woiwodschaft Ermland-Masuren, etwa 20 Kilometer südlich der heutigen polnisch-russischen Staatsgrenze. Der Standort in der Stadt befindet sich am Markt (polnisch Rynek) gegenüber den Rathaus.

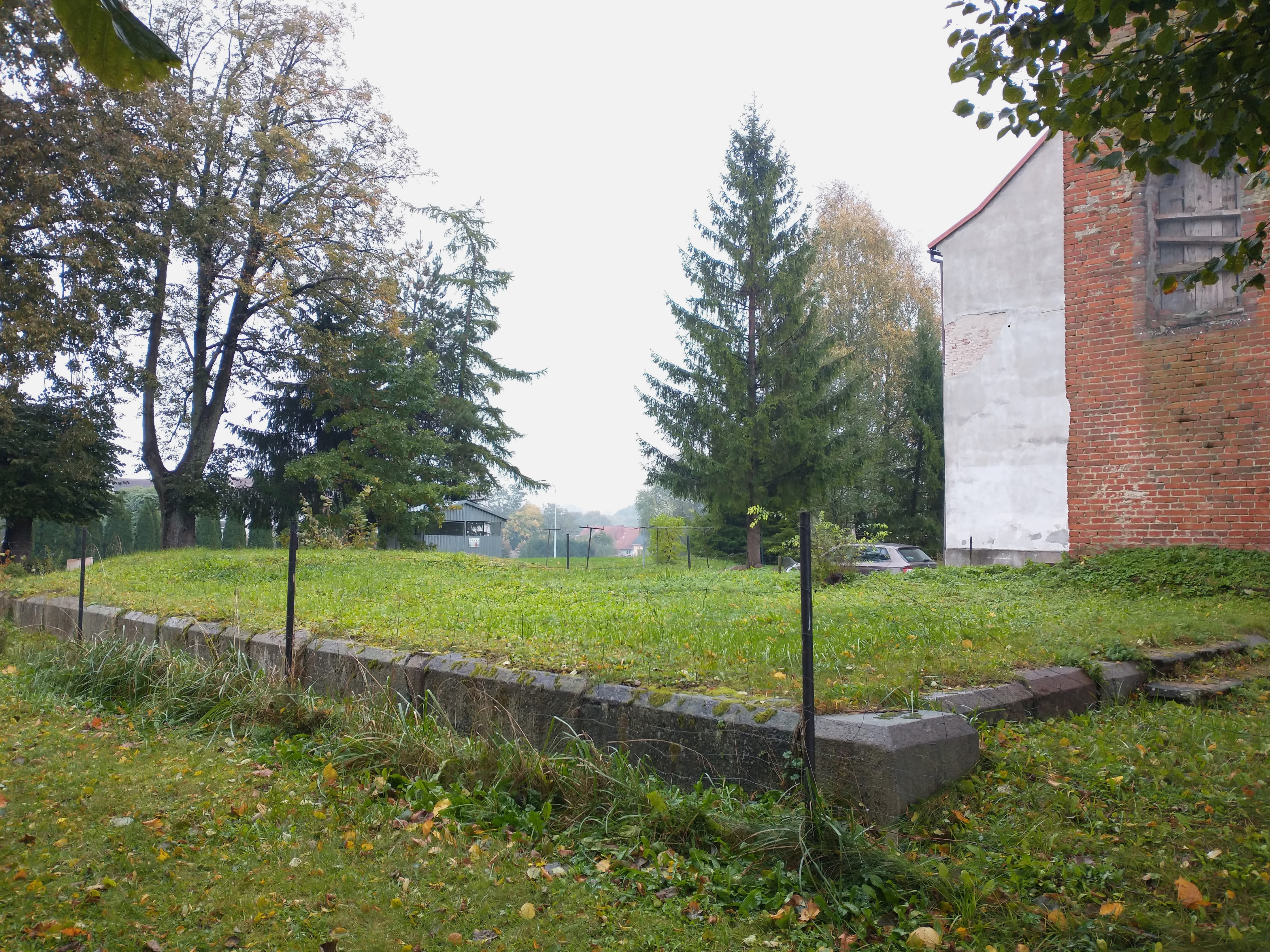
Die noch erkennbaren Grundmauern des Kirchenschiffs

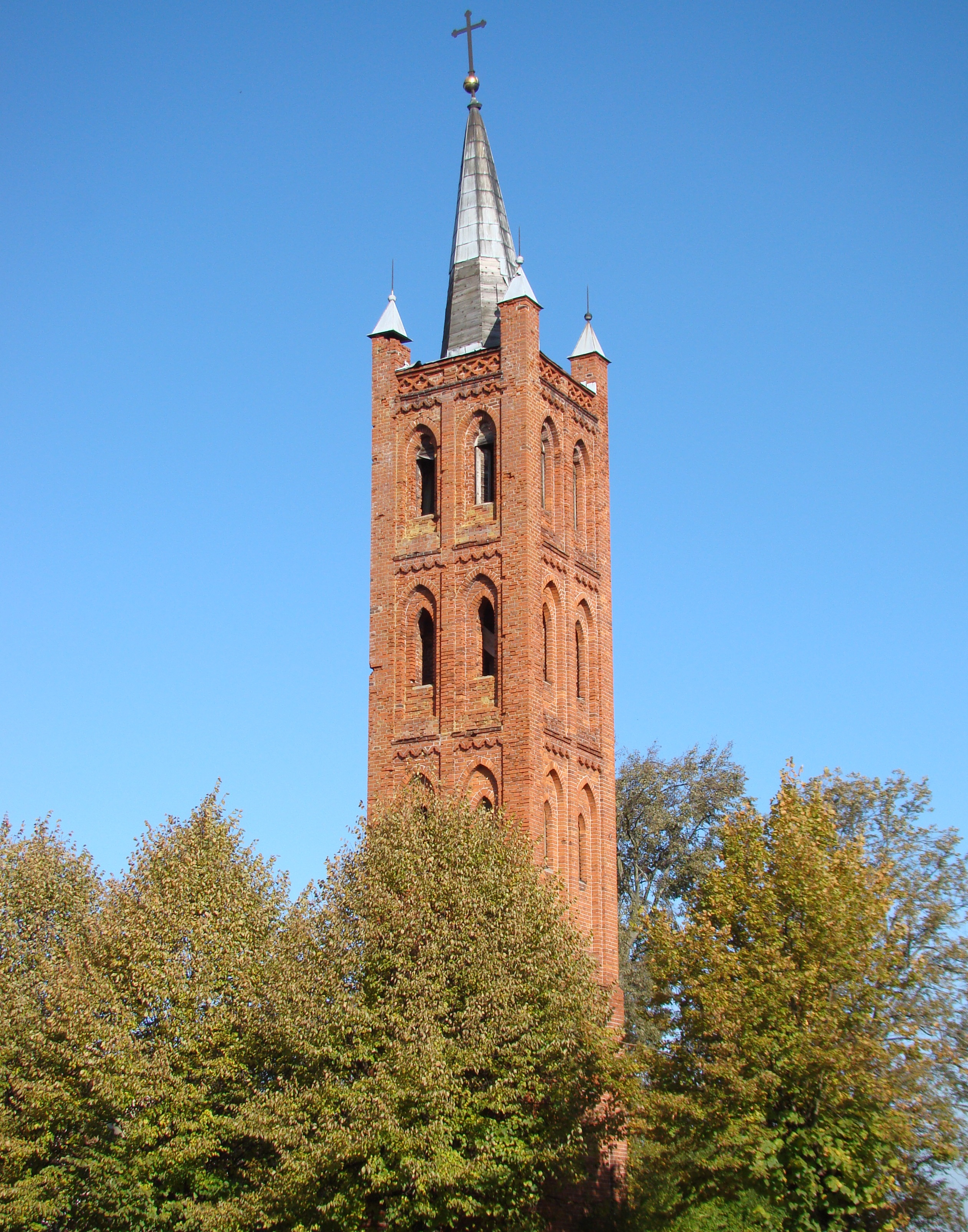
Der Turm der Kirche noch mit spitzem Dachhelm

## Kirchengebäude
Die wohl im Geiste von Karl Friedrich Schinkel in den Jahren 1850 bis 1851 erbaute Kirche war ein neugotischer Ziegelbau mit seitwärts gestelltem Turm als südliche Verlängerung des Westgiebels.
Der Kircheninnenraum hatte eine flache Balkendecke, und der Chorraum war von einem Sterngewölbe überdacht. Der Altar war um eine Stufe erhöht, die Kanzel befand sich seitlich am Gurtbogen.
Am 18. Oktober 1851 wurde Kirche eingeweiht.
Im Zweiten Weltkrieg wurde die Kirche stark beschädigt. Das Kirchenschiff wurde in den 1960er Jahren abgerissen, und heute sind nur noch die Grundmauern zu sehen.
Der Turm blieb als Ruine erhalten. Er beherbergte früher zwei Glocken, von denen eine zu Rüstungszwecken im Krieg abgeliefert werden musste. Die andere blieb erhalten und läutet heute im Turm der benachbarten römisch-katholischen Stadtpfarrkirche St.-Peter-und-Pauls-Kirche. Lange Zeit versuchte man den Turm zu veräußern, doch ohne Erfolg. 2014 kam der Gedanke auf, eine Restaurierung vorzunehmen. Inzwischen wurde bereits der spitze Dachhelm abgenommen und neben dem Gebäude deponiert.
Eine Informationstafel am Kirchengelände erinnert übrigens an die Geschichte der ehemaligen evangelischen Pfarrkirche in Mehlsack.

## Kirchengemeinde
Eine evangelische Kirchengemeinde wurde in Mehlsack im Jahre 1772 gegründet. Waren zunächst die Pfarrer in Eisenberg (polnisch Żelazna Góra) bzw. Eichholz (Dębowiec) für die Betreuung der Gemeinde zuständig, so wurden zwischen 1809 und 1817 Katecheten eingestellt, bis dann 1817 ununterbrochen bis 1945 eigene Geistliche in Mehlsack amtierten. Die Gottesdienste fanden zunächst im Saal des Rathauses statt, bis dann 1851 der Kirchneubau vorhanden war.
Im Jahre 1925 zählte das weit verstreute Kirchspiel Mehlsack 626 Gemeindeglieder. Die Pfarrgemeinde war bis 1945 zum Superintendenturbezirk Braunsberg (polnisch Braniewo) im Kirchenkreis Ermland eingegliedert, der der Kirchenprovinz Ostpreußen der Kirche der Altpreußischen Union zugehörte.
Pfarrer
An der evangelischen Pfarrkirche in Mehlsack amtierten die Pfarrer:
- Joh. C. K. Friedrich Krieger, 1817–1818
- Carl Gustav Adolf Hofmann, 1819–1824
- Lebrecht Ferdinand Bock, 1825–1829
- Eduard G. Fried. Wilh. Weiß, 1829–1831
- Carl Emil Gebauer, 1831
- Chr. Ludwig S. A. Kähler, 1831–1837
- August Ernst G. Differt, 1837–1856
- Adolf Alex. Rudolf Zaabel, 1856–1868
- Adolf Emil Jordan, 1869–1903
- Kurt Knorr, 1903
- Erich Braun, 1903–1912
- Paul Hoffmann, 1912–1916
- Wolfgang Elmenthaler, 1916–1821
- Hans Lockies, 1922–1927
- Ernst Paul Günther, 1927–1934
- William Papendorf, 1934–1938
- Egon Stritzel, 1938–1945

 Kirchspielorte 
Zum Kirchspiel der Pfarrkirche gehörten die Orte, Ortschaften und Wohnplätze:
| Deutscher Name           | Polnischer Name           |  | Deutscher Name                       | Polnischer Name                        |
| ------------------------ | ------------------------- |  | ------------------------------------ | -------------------------------------- |
| Agstein                  | Augustyny                 |  | Lotterbach                           | Niedbałki                              |
| Blumberg mit Katzenzagel | Mikołajewo mit Kocia Kępa |  | Lotterfeld                           | Łoźnik                                 |
| Bornitt                  | Bornity                   |  | Luben                                | Lubień                                 |
| Borwalde mit Marienhof   | Borowiec                  |  | Mehlsack                             | Pieniężno                              |
| Drewenz                  | Drwęca                    |  | Nallaben                             | Nałaby                                 |
| Engelswalde              | Sawity                    |  | Packhausen mit Fichtenbruch          | Pakosze                                |
| Eschenau                 | Jesionowo                 |  | Palten                               | Posady                                 |
| Frauendorf               | Babiak                    |  | Paulen                               | Pawły                                  |
| Freihagen                | Brzostki                  |  | Perwilten                            | Perwilty                               |
| Gauden                   | Gaudyny                   |  | Peterswalde                          | Piotrowiec                             |
| Gayl                     | Gajle                     |  | Peythunen                            | Pajtuny                                |
| Gedauten                 | Gieduty                   |  | Plauten                              | Pluty                                  |
| Glauden                  | Glądy                     |  | Podlechen                            | Podlechy                               |
| Groß Körpen              | Kierpajny Wielkie         |  | Rosengarth                           | Różaniec                               |
| Groß Klaussitten         | Kłusity Wielkie           |  | Rosenwalde                           | Wola Wilknicka                         |
| Heinrikau                | Henrykowo                 |  | Scharfenstein                        | Ostry Kamień                           |
| Heistern                 | Kajnity                   |  | Schönsee                             | Kowale                                 |
| Hogendorf                | Wysoka Braniewska         |  | Seefeld                              | Jeziorko                               |
| Kirschienen              | Kiersiny                  |  | Sonnenfeld                           | Cieszęta                               |
| Kleefeld                 | Glebiska                  |  | Sonnwalde                            | Radziejewo                             |
| Klein Klaussitten        | Kłusity Małe              |  | Stabunken                            | Stabunity                              |
| Klein Körpen             | Kierpajny Małe            |  | Steinbotten                          | Pełty                                  |
| Klingenberg              | Łozy                      |  | Steinkerwalde                        | Kamionki                               |
| Layß                     | Łajsy                     |  | Stigehnen                            | Stygajny                               |
| Langwalde                | Długobór                  |  | Sugnienen mit Wernershöh             | Żugienie mit Walnin                    |
| Lichtenau                | Lechowo                   |  | Tolksdorf mit Schönau und mit Demuth | Tolkowiec mit Jarzębiec und mit Demity |
| Lichtwalde               | Wyrębiska                 |  | Wölken                               | Wołki                                  |
| Liebenthal               | Lubianka                  |  | Woppen                               | Wopy                                   |
| Lilienthal               | Białczyn                  |  | Woynitt                              | Wojnity                                |
| Lindmannsdorf            | Wola Lipecka              |  |                                      |                                        |